# Dimitri Bouchène
Dimitri Bouchène (en russe : Дмитрий Дмитриевич Бушен, Dimitri Dmitrievitch Bouchen), né le 14 avril 1893 (26 avril 1893 dans le calendrier grégorien) à Saint-Pétersbourg et mort le 6 février 1993 à Paris 14e, est un peintre russe naturalisé français en 1947. Notamment créateur de décors et de costumes pour le théâtre, le ballet et l'opéra, designer pour la haute couture, il fut également peintre (aquarelle, gouache et pastel) de paysages, de scènes de cirque et de natures mortes. 

## Biographie
Dimitri Bouchène descend d'une famille d'origine aristocratique française protestante (convertie ensuite à l'orthodoxie) : c'est la révocation de l'édit de Nantes en 1685 qui contraint son aïeul Nicolas à émigrer en Russie. Le grand-père Dmitri Khristianovitch (1826-1871) était officier formé au Corps des Pages de Saint-Pétersbourg sous le tsar Alexandre II ; son père Dmitri Dmitrievitch a été gouverneur de Varsovie et major-général administrateur de la ville de Bakou (vice-roi du Caucase) sous Alexandre III. Sa sœur aînée, Alexandra Dmitrievna (1892-1992), sera pianiste et historienne de la musique. Son grand-oncle, Alexandre Ivanovitch Nelidov, a été ambassadeur à Paris de 1907 à 1910. La langue maternelle de Dimitri est le français.  
Orphelin de mère à l'âge de deux ans (1895), Dimitri est élevé à Saint-Pétersbourg par deux de ses tantes de la famille Kouzmine-Karavaïev (l'une d'elles, Ekatherina Kouzmina-Karavaïeva, est née Bouchène), partageant de la sorte l'éducation de ses nombreux cousins et cousines, dont son cousin et ami Dmitri Kouzmine-Karavaïev (en) (1886-1959) dont on sait que, séduit dans un premier temps par le bolchévisme, il s'engagea ensuite dans le christianisme orthodoxe, à l'instar de son épouse Élisabeth qui, nous restant connue sous le nom de Marie Skobtsova, gazée en 1945 au camp de Ravensbrück, sera canonisée en 2004.

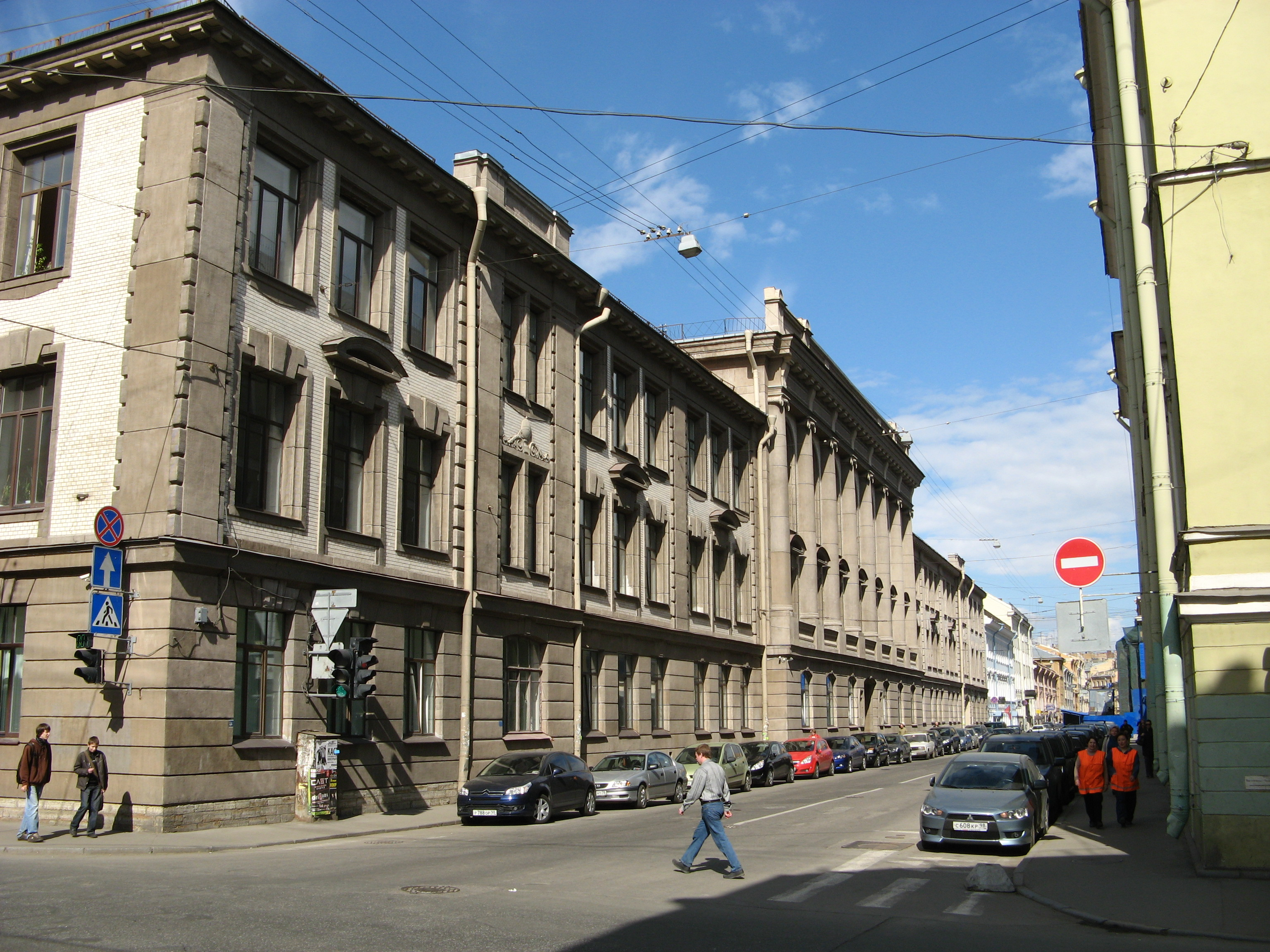
Deuxième gymnasium de Saint-Pétersbourg

Jusqu'en 1912, Dimitri Bouchène, tout en suivant des cours du soir de peinture, est élève du Deuxième gymnasium de Saint-Pétersbourg. À l'Université, il se lie passionnément au condisciple qui restera le compagnon de toute sa vie, le futur historien d'art - il laissera des monographies de Nicolas Roerich, Alexandre Benois et Konstantin Somov - Serge Rostislavovitch Ernst (1894-1980). C'est en 1912 que, bénéficiant d'une recommandation personnelle de Nicolas Roerich auprès de Maurice Denis, Dimitri se rend à Paris où il fréquente l'atelier de ce dernier à l'Académie Ranson et où l'une de ses grandes rencontres est celle de Matisse de qui il apprend à peindre non ce qu'il voit, mais ce qu'il ressent. 
Dimitri est de retour à Saint-Pétersbourg en 1913 pour y suivre des études universitaires d'histoire et de philologie, puis, de 1915 à 1917, les cours de dessin de la Société impériale d'encouragement des beaux-arts. Présenté à Serge Diaghilev et Alexandre Benois par Nicolas Roerich, Dimitri, dont la peinture de chevalet suggère alors l'influence des maîtres italiens du XVIIIe siècle (notamment Canaletto et Francesco Guardi), rejoint en 1917 le mouvement Mir Iskousstva (« Le monde de l'art ») aux expositions duquel il va participer. Pendant la révolution russe, il est accueilli alors un temps dans l'appartement du peintre Alexandre Benois - tout en étant nommé grâce à ce dernier au musée de l'Ermitage comme conservateur du département des objets précieux (argenterie, bijoux et porcelaine russe notamment). Il conservera cette dernière fonction jusqu'en 1925. Compte tenu du harcèlement des autorités soviétiques, il demande à bénéficier d'un congé pour reprendre en France avec Serge Ernst des études d'histoire de l'art, pour trois mois. Ils quittent tous deux l'Union Soviétique en passant par la ville estonienne de Tallinn ; l'un et l'autre n'y reviendront jamais.

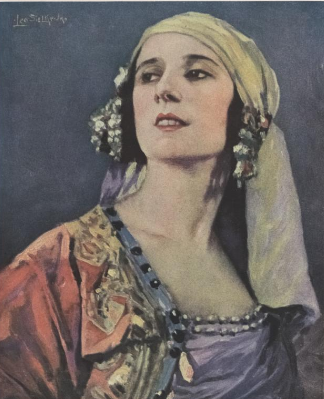
Anna Pavlova

À Paris en 1926, Dimitri Bouchène conçoit les costumes d'Anna Pavlova avant de travailler pour les maisons de haute couture (Lucien Lelong, Jean Patou, Nina Ricci, Lanvin) et de décoration d'intérieur (Maison Jansen). Des œuvres sur papier situées à Saint-Tropez et Toulon et datées de 1927 et 1928 énoncent un retour vers la région où il est né, avant sa grande implication dans les décors et les costumes de scène qui commence en 1930, année où des aquarelles datées indiquent également un séjour à Florence. « Il ne tardera pas, confirme Claude Robert, à l'instar de Christian Bérard et d'autres peintres de son temps, à mener de front sa vie d'artiste et à déployer une activité considérable visant à susciter une nouvelle conception de l'illusion théâtrale. Il cède à l'attrait de l'insolite et prête vie à un univers imaginaire qui attirera et fera rêver pendant près d'un demi-siècle ». On sait que durant la Seconde Guerre mondiale son compagnon Serge Ernst et lui prennent activement part à la Résistance intérieure française, dans une vigilante discrétion que Dimitri recommandera à la « salvatrice » Maria Skobtsova d'imiter mais à laquelle celle-ci renoncera pour être conduite à sa fin martyre. 
C'est le 6 février 1993 que Dimitri quitte ce monde, à un peu plus de deux mois de son centième anniversaire. « Les deux flambeaux de sa vie auront été l'historien de l'art à l'œil infaillible, au jugement sûr, son guide et conseiller Serge Ernst et Alexandre Benois, le fantastique décorateur de théâtre, le grand peintre et également historien : la disparition de son ami Serge Ernst en 1980 l'avait plongé dans le désespoir » témoignent ses proches. Dans la sépulture no 19, allée no 2, 13e division du cimetière du Montparnasse, Dimitri s'en va alors rejoindre pour toujours son compagnon Serge Ernst, disparu treize années avant lui. Sur la tombe surmontée d'une croix orthodoxe, on peut lire ces mots gravés: « Какая радость, ты пришель » (« Quel bonheur, tu es venu. »). Ce sont les paroles que prononçait Serge Ernst à l'hôpital quand Dimitri venait le voir. 
Les traits de Dimitri nous restent fixés par un portrait qu'en fit en 1922 son amie Zinaïda Serebriakova. Son fonds d'archives est conservé à la Fondation Custodia installée à l'Hôtel Turgot, rue de Lille à Paris, par son ami le collectionneur Frits Lugt.

## Œuvre

### Œuvres pour la scène
« Le rôle du musicien et du décorateur, confiait Dimitri Bouchène dans la revue Art et industrie, consiste, tout en aidant le geste à s'épanouir, à pousser jusqu'aux dernières limites d'un monde lyrique et irréel. »
- Costumes pour Anna Pavlova, 1926.
- Costumes pour Alanova, 1931.
- Costumes pour Ida Rubinstein dans les ballets Diane de Poitiers de Jacques Ibert et La valse de Maurice Ravel, Opéra de Paris, 1934.
- Costumes pour Tessa, la nymphe au cœur fidèle de Jean Giraudoux, mise-en-scène de Louis Jouvet, Théâtre de l'Athénée, 1934.
- Costumes pour Électre de Jean Giraudoux, mise en scène de Louis Jouvet, Théâtre de l'Athénée, 1937[13].
- Décor et costumes pour Les éléments, musique de Jean-Sébastien Bach, ballets de Monte-Carlo de René Blum, chorégraphie de Michel Fokine, 1937.
- Costumes pour Chronica, musique de Jean-Sébastien Bach, ballets Kurt Joos, Londres, 1938.
- Costumes pour Le Fils prodigue, ballets Kurt Joos, Londres, 1939.
- Décor et costumes pour Coppélia de Léo Delibes, ballets Roland Petit, Théâtre des Champs-Élysées, Paris, 1946.
- Rideau de scène, décor et costumes pour Divertissement, chorégraphie de Marius Petipa et Serge Lifar d'après La Belle au bois dormant de Piotr Ilitch Tchaïkovsky, Opéra de Paris, 1948.
- Décor et costumes pour Endymion, Opéra de Paris, 1949.
- Décor et costumes pour Blanche-Neige, ballet de Maurice Yvain, Opéra de Paris, 1951.
- Décor pour Pelléas et Mélisande de Claude Debussy, mise-en-scène de Pierre Bertin, Scala de Milan, 1953.
- Costumes pour Les Dryades de Frédéric Chopin, chorégraphie de Léonide Massine, Opéra de Rome, 1953.
- Décor et costumes pour Cyrano de Bergerac, opéra en quatre actes de Franco Alfano, livret de Henri Cain d'après Edmond Rostand, mise en scène de Fernand Ledoux, Scala de Milan, 1954.
- Décor et costumes pour La Maison des morts, Opéra d'Amsterdam, 1954.
- Costumes pour Le Rêve de Véronique, Opéra d'Amsterdam, 1954.
- Costumes pour Le Couronnement de Poppée de Claudio Monteverdi, Scala de Milan, 1954.
- Décor et costumes pour Eugène Onéguine de Piotr Ilitch Tchaïkovsky, Opéra d'Amsterdam, 1955.
- Décor et costumes pour Faust de Charles Gounod, Opéra d'Amsterdam, 1955.
- Décor et costumes pour Claire, Festival de la danse d'Aix-les-Bains, 1955.
- Décor et costumes pour Le Lac des cygnes de Piotr Ilitch Tchaïkovsky, Opéra d'Amsterdam, 1956[14].
- Décor et costumes pour La Belle au bois dormant de Piotr Ilitch Tchaïkovsky, Scala de Milan, 1956.
- Décor et costumes pour Un Bal masqué de Giuseppe Verdi, Opéra d'Amsterdam, 1958.
- Décor et costumes pour La Symphonie no 1, Opéra de Paris, 1959.
- Décor et costumes pour Le Lac des cygnes de Piotr Ilitch Tchaïkovsky, chorégraphie de Vladimir Bourmeister, Opéra de Paris, 1960.
- Costumes pour Ballet néerlandais - Théâtre des Nations, chorégraphie de George Balanchine, serge Lifar et Léonide Massine, Théâtre Sarah-Bernhardt, Paris, 1960.
- Décor et costumes pour Roméo et Juliette de Serguei Prokofiev, Opéra de Paris, 1963.
- Rideau de scène, décor et costumes pour Divertissement, chorégraphie de Marius Petipa et Serge Lifar, théâtre de Göteborg, 1967.
- Décor pour L'Oiseau de feu d'Igor Stravinsky, chorégraphie de Serge Lifar, Festival Gulbenkian, Lisbonne, 1969.

### Bibliophilie
- Léandre Vaillat, Olga Spessistzeva, ballerine en marge des Ballets russes et ballets de l'Opéra de Paris, gravures sur bois de Gilbert Poilliot d'après les gouaches de Dimitri Bouchène, Éditions de la Compagnie française des arts graphiques, 1944.
- Léandre Vaillat, La Danse à l'Opéra de Paris, couverture illustrée par Dimitri Bouchène, Éditions Amiot-Dumont, 1951.
- Anna Akhmatova, Le Poème sans héros, illustrations de Dimitri Bouchène, Éditions Librairie des cinq continents, 1977.

### Aquarelles, pastels, gouaches
- Peinture de paysages (gouaches et pastels): France (Paris - Le Parc Monceau - et ses environs - Journée d'été à Nogent-sur-Marne - Savoie, Aunis, Ile de Ré et Saintonge, Saint-Tropez en 1927 et 1928, Toulon en 1928 et 1930, Agay, Cannes en 1930; Italie (Région des Lacs, Rome, Florence, Positano, Naples, Venise en 1969).
- Aquarelles et gouaches pour la campagne publicitaire de L'Air du Temps de Nina Ricci[15],[16].
- Bouquets de fleurs, certains reproduits en cartes de vœux.

## Expositions

### Expositions personnelles
- Galerie Fabre, Paris, 1928.
- Galerie Eugène Druet, Paris, 1929[17], 1931[18], 1933.
- Galerie Drouot, Paris, 1929, 1933, 1936, 1938.
- Pastels and paintings by Dimitri Bouchène, Arts Club of Chicago (en), mars 1937.
- Galerie Proscenium, Paris, 1971.
- Claude Robert, commissaire-priseur, Ventes de l'atelier Dimitri Bouchène, Hôtel Drouot, Paris, 30 mars 1981, 22 février 1982[19] et 7 mars 1983.
- Rétrospective Dimitri Bouchène, Musée de l'Ermitage, Saint-Pétersbourg, 1991[6].

### Expositions collectives
- Mir Iskousstva ("Мир Искусства" - Le Monde de l'art), Palais Anitchkov, Saint-Pétersbourg, janvier 1917, 1918, 1922, 1924.
- Galerie Bernheim-Jeune, Paris, 1927.
- Galerie S. Lesnik, Paris, 1928.
- Galerie V. Girchman, Paris, 1929, 1930.
- Art russe, Palais des beaux-arts de Bruxelles, 1930.
- Exposition d'art russe - Peintures, dessins, sculptures, tissus artistiques (entre autres de Dimitri Bouchène, Nathalie Gontcharova, Alexandre Iacovleff, Michel Kikoïne, Pinchus Krémègne, André Lanskoy, Alexandre Orloff, Chana Orloff, Jean Pougny, Zinaida Serebryakova), Galerie d'Alignan, Paris, juin-juillet 1931.
- Galerie La Renaissance Paris, 1932.
- Dimitri Bouchène et Zinaïda Serebryakova, galerie Brescottes, Anvers et Galerie Georges Petit, Bruxelles, 1932[20].
- Expositions à Londres et à Prague, 1935.
- International water color exhibition, Institut d'art de Chicago, mars-mai 1937[21], avril-mai 1938[22], mars-mai 1939[23].
- French theater designers - Dimitri Bouchène, Roger Chapelain-Midy, André Delfau, Leonor Fini, Jean Hugo, Félix Labisse, Stanislao Lepri, Jean-Denis Malclès, Faulkner Gallery, Santa Barbara (Californie), 1957.
- Dessins, estampes et lettres russes de la collection Frits Lugt, salons de l'hôtel Turgot, Paris, septembre-octobre 2005.
- Rêves de théâtre - Collection Jacques Crépineau, galerie Catherine Houard, Paris, octobre-novembre 2010[24].
- L'année de la littérature, Musée d'État de Tver, 2015[25].
- L'avant-garde russe: de l'aube au crépuscule - La collection Youri Nossov, Manège de Moscou, juin-septembre 2015[26].

## Réception critique
- « Notre époque est pauvre en pastellistes ; en voici enfin un, et qui a un bien charmant talent. Ses études du Midi prouvent qu'il a l'œil fin, qu'il sait manier les crayons friables… » - François Fosca[17]
- « Ces ravissants pastels où domine le bleu turquoise se proposent au regard moins comme une imitation de la réalité que comme une transfiguration du souvenir... L'art de Dimitri Bouchène possède le secret de perpétuer les mystères de l'air et de l'eau. Ses pastels ont la matière onctueuse et continue de la perle, de la tapisserie. Sans se soucier de ce qu'ils représentent, leur vue fait à elle seule le voluptueux plaisir des yeux » - Jean-Louis Vaudoyer[13]

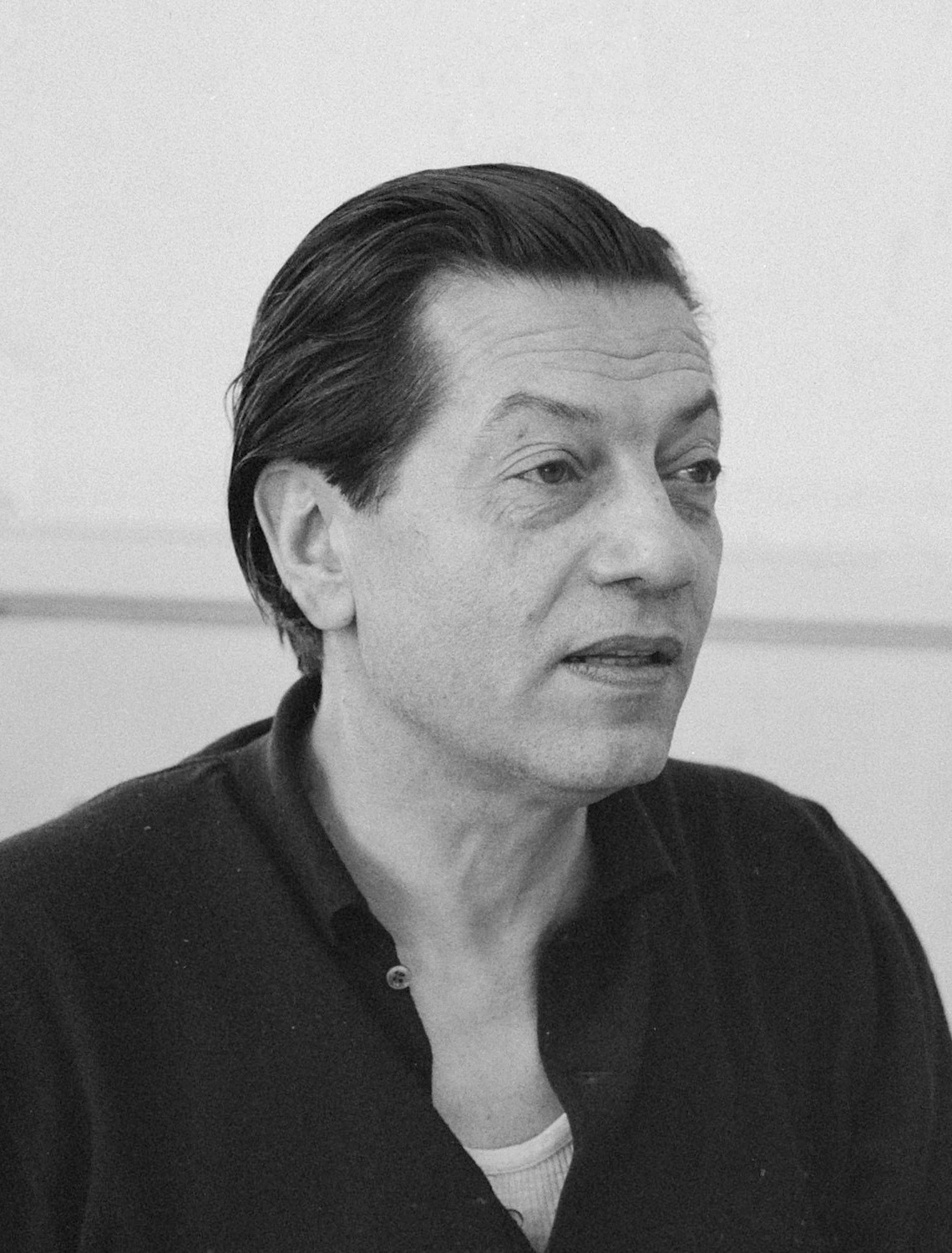
Serge Lifar

- « Je suis fier d'être l'ami de Dimitri Bouchène, de l'homme, du poète et du peintre. La culture et le talent en lui ont leur demeure. Les couleurs bleues de Dimitri Bouchène nous introduisent dans un monde de rêve, dans un monde d'une irréelle-réalité. On sent que ses rêves sont le reflet d'un tourment secret qui parfois transparaît dans ses œuvres. A d'autres moments de sa vie, au contraire, ses fleurs s'épanouissent et remplissent l'espace du parfum de leur insaisissable présence. Je fus heureux de nos collaborations lors de mes mises en scène à l'Opéra de Paris. Qui n'a été émerveillé par la féérie du ballet de Tchaïkovsky dans le décor créé par Bouchène; par l'entrée des fées et par celle des marquis dans leurs magnifiques costumes rouges et grenat? Et de combien d'autres œuvres encore n'a-t-il pas enchanté les scènes de Paris et les théâtres d'Europe! » - Serge Lifar[27]
- « Mon cher Dimitri, tu es étroitement lié dans mon souvenir à Debussy... Pourquoi? Parce que tu réalisas à la Scala de Milan, où je mettais en scène Pelléas (1953, n.d.l.r.), les plus beaux décors que l'on peut rêver pour ce chef-d'œuvre. Quelle représentation! Ta peinture est celle d'un inspiré. Très naïvement tu sors de ton cœur et de ton esprit les formes et les couleurs où les sons se répondent, et ta main n'a plus qu'à obéir pour mettre l'infini dans la moindre de tes compositions. On devrait te remercier comme on s'incline devant un enchanteur. » - Pierre Bertin[28]
- « L'art intemporel d'un peintre né pour nous enchanter, au sens étymologique du terme. Une sorte de charme romantique anime en effet les paysages d'Italie et de Provence, tout autant que les multiples projets de décor, de magicien affamé de poésie, de ce graphiste élégant dont le moindre trait révèle la sensibilité à fleur de peau, fruit rare et synthèse d'une culture profonde et d'une spontanéité qui a sauvegardé les émerveillements de l'enfance. Il apparaît comme un de ces artistes qui ont vu le monde sous son aspect multiple et contrasté : l'inquiétude de l'âme slave accompagne, sans qu'il en soit conscient, toutes les compositions de Dimitri Bouchène, jusqu'à celles qui paraissent conçues pour la joie de l'œil, comme une fête des couleurs. » - Gérald Schurr[19]
- « Bouchène enchante qui se laisse emporter dans l'imprévu et l'infini par son invention toujours renouvelée. Son œuvre est très considérable, aussi variée que considérable, aussi envoûtante que variée. Il s'est plu dans des mondes où les fées ne se sentiraient pas dépaysées: le cirque, le théâtre, l'opéra, le ballet, les fleurs... Jouvet lui a demandé les costumes de Tessa et d'Électre... Il lui arrive de peindre des paysages, des villes... C'est Venise, ce sont les lacs italiens et ses natures mortes sont des fruits opulents mûris au soleil du Midi. Le soleil est un ami de Bouchène. Il joue avec ses rayons comme avec les soieries de ses palais. » - Pierre Gaxotte de l'Académie française[29]
- « Bouchène appartient à cette équipe de décorateurs qui, à l'exemple de Christian Bérard, font de la scène un lieu enchanté. Dessin léger, libre, proche de l'esquisse, qui se plaît à l'évocation d'architectures antiques et les transforme en suggestions plutôt qu'en représentation du réel; harmonies de tonalités claires; grands ciels sur lesquels se détachent les colonnades aériennes; costumes simplifiés dans des gammes de couleurs restreintes; goût des beaux drapés qui enveloppent dans leurs souples envolées les silhouettes des acteurs. Le monde théâtral de Bouchène, comme celui de Christian Bérard, tend à une féérie sans poids, qui flotte au niveau du sol, prête à sévaporer au moindre souffle. » - Raymond Cogniat[30]
- « Son dessin libre et léger évoque volontiers des architectures antiques plus suggérées que vraiment représentées, dans des harmonies de tons clairs. » - Dictionnaire Bénézit[31]

## Collections publiques
- Musée national d'art moderne, Paris.
- Musée de l'Opéra de Paris.
- Bibliothèque nationale de France, dessins et gouaches, projets pour le théâtre et l'opéra.
- Fonds national d'art contemporain, Le Jardin de Boboli, œuvre déposée à la préfecture du Tarn-et-Garonne, Agen.
- Victoria and Albert Museum, Londres.
- Ashmolean Museum, Oxford.
- Les collections particulières de l'Université d'Amsterdam (nl), Costume pour "Le lac des cygnes", aquarelle[14].
- Museu del perfum, Barcelone.
- Metropolitan Museum of Art, New York.
- Musée des beaux-arts de San Francisco, Projets pour "Les Dryades" de costumes[32],[33] et de décor[34] (Rome, 1953), projet de costume pour "le mariage d'Aurora", (gouache, Scala de Mila, 1956)[35].
- Musée de l'Ermitage, Saint-Pétersbourg.
- Musée Russe, Saint-Pétersbourg, Collection Mir Iskousstva.
- Musée d'État de Tver[25].

## Collections privées
- Frits Lugt, Paris.
- Wallis Simpson, duchesse de Windsor, Paris[36].
- Maison Nina Ricci, avenue Montaigne, Paris[7].
- Louis Jouvet, Paris, dessins et gouaches pour le théâtre[37].
- Serge Lifar, Lausanne[38].
- Léandre Vaillat, Paris.
- Sacha Guitry, Paris.
- Jacques Crépineau, Paris[24].
- René Guerra, Issy-les-Moulineaux[39].
- Youri Nossov, Moscou[26].
- Fondation Alexandre Vassiliev, Vilnius[40].